# Bess Truman
Elizabeth Virginia Wallace Truman (Missouri, 13. veljače 1885. – Missouri, 18. listopada 1982.) je bila supruga 33. američkog predsjednika Harryja S. Trumana od 12. travnja 1945. do 20. siječnja 1953.